# 胡廷幹
胡廷幹（1841年—1906年），字鼎臣，湖北光州直隸州光山縣（今河南省光山縣）人，清朝政治人物。同進士出身。
同治十三年，登進士；光緒十二年，任戶部湖廣司主事。光緒十三年，任戶部江西司員外郎。次年，任戶部廣東司郎中。光緒十七年，任福建汀州府知府。光緒二十二年，改福建福州府知府。光緒二十四年，任福建督糧道、署福建鹽法道。次年，署福建按察使，授湖南按察使。光緒二十六年，改山東布政使。光緒二十七年，護山東巡撫。光緒三十年，任山東巡撫，代行辦理衙門日行公事。同年改江寧布政使，改江西巡撫。后因南昌教案而被撤職。